# لكني لا أفكر (قصة قصيرة)
لكني لا أتصور، هي قصة قصيرة من الخيال العلمي للكاتب غزير رانديل نُشر لأول مرة في كتاب الخيال العلمي المذهل في يوليو 1959. يطرح السؤال: هل قوانين المجتمع قاسية إذا أحب سكانها؟.

## القصة
رجل يُدعى «جازر» هو عضو من الدرجة الثالثة في مجتمع صارم وهرمي في الفضاء أي انه يحارب حضارة أخرى لايعرفها الا غير الاسوياء لدى جازر موهبه معرفة مكان وجود سفينه معادية حتى قبل اجهزة الكمبيوتر الموجوده على متنها بهدف الحصول على سلاح لتدميرها. يتمتع المدراء التنفيذيون من الفئة الأولى بالعديد من الامتيازات ولكنهم مطالبون باتخاذ قرارات صعبه.
جازر هو الطريق وترك ميتا أثناء إجازة على كوكب. بعد تجريده من زيه العسكري وشارته، فقد فاتته مغادرة سفينته. وصادقته امرأة من الطبقة الدنيا تريد الهروب إلى كوكب غير كفؤ. لأنها مجرد عاملة نظافة، يمكنها القيام ببعض الأشياء دون أن تتم ملاحظتها.